# Wings
Wings (engl. Krila), poznati i pod naslovom Paul McCartney and Wings bila je britanska glazbena skupina koju je osnovao bivši član Beatles-a Paul McCartney. Aktivna je bila 10 godina, ali predstavlja najdugotrajniji sastav koji je ijedan član Beatlesa stvorio nakon njihovog raspada.
Wings je tijekom postojanja imao brojne promjene sastava. Jedina tri stalna člana sastava su bili Paul McCartney (vokal), njegova supruga Linda (klavijature) te Denny Laine, bivši muzičar Moody Bluesa. U dva navrata se sastav sveo samo na tri tri glavna člana. Wings su tijekom postojanja imali tri solo gitarista i 4 bubnjara.

## Nastanak

### Prva postava
Dok su se Beatles-i raspali oko 1971 godine, Paul McCartney je počeo snimanje prvog solo album-a jednostavno nazvanog McCartney (izdat 1970). Prateći vokal su pjevali Yoko Ono, te njegova supruga Linda. Kad je album bio izdat, Paul je Lindi predložio da se pridruži njegovom sastavu (ona je već pjevala na Beatlesovom albumu Let it Be) tako da ne bi bili razdvojeni na turnejama. Linda je odmah na to pristala i postala je drugi član grupe, svirajući klavijature. McCartneyjevim novo solo-album Ram je izašao 1971. godine. Paul i Linda McCartney su konačno osnovali Wings u ljeto 1971. Prvi album se zvao Wild Life i na njemu se McCartneyjevima priključio Henry McCollough iz Spooky Tooth-a. 
Wild Life je loše prošao kod kritike, ali su Wings 1972. stekli pozornost zbog pjesama cenzuriranih na BBC-u. Give Ireland Back to the Irish, inspirirana Krvavom nedjeljom u Sjevernoj Irskoj, je zabranjena zbog navodne podrške IRA-i, a Hi Hi Hi zbog navodnog promoviranja droge. Iste godine su Wings izdali dječju pjesmu "Mary Had a Little Lamb" 1972. godine. 
1972. godine izlazi album Red Rose Speedaway. 1973. godine je McCartney angažiran kao autor pjesme za novi bondovski film Živi i pusti umrijeti. Naslovna pjesma Live and Let Die je postala jedan od najvećih hitova njegove karijere. Nakon toga je Henry McCollough napustio sastav, a iza njega i Denny Seiwell. McCartneyji i Denny Laine su potom snimili jedan od Wingsovih najboljih album-a Band on the Run 1973. Singlice "Jet", "Let me Roll It", i "1985" su postali veliki hitovi. 

### Druga postava
Wings su dobili novi sastav 1974. Jimmy McCollough je postao gitarist, a a Geoffery Briton bubnjar. Potom je izašao četvrti album Venus and Mars s hit-pjesmama "Listen to What the Man Said", "Venus and Mars/Rock Show", i Junior's Farm. Godine 1975. je Geoff Briton napustio sastav i zamijenio ga je Joe English (kao Seiwell 1971 godine, English je imao tajnu audiciju). 1975. godine izlazi album Wings at the Speed of Sound s hitovima "Let 'em In", i McCartney-ev prvi pokušaj na disko s pjesmom "Silly Love Songs". Sastav je tada imao i prvu američku turnjeu. Tada je snimljen live album Wings Over America s hit pjesmom "Maybe I'm Amazed", koja je 1977. postala veliki hit. 1978. godine izlazi London Town s pjesmom "With a Little Luck". Kao "Band on the Run", album su snimili tri glavna člana grupe.

### Zadnja postava
Oko 1978. godine, McCartney je počeo okupljati članove se grupu "Rochestra" prozvana tako za razlog što bi bio orkestar, i svirali su na album-u Concerts for the People of Kampucha. 1979. godine izlazi zadnji album Wings-a koji se zvao Back to the Egg. Na njemu svira solo gitarist Laurence Juber, te bubnjar Steve Holly. 1980. godine Paul McCartney je bio uhićen u Japanu zbog posjedovanje marihuane. 1982. objavljeno je kako je Denny Laine napustio sastav, što je predstavljalo konačni kraj Wings-a. Paul McCartney je rekao da se sastav "rastao na prijateljski način".

### Nakon Wingsa
Paul McCartney je potom snimio novi album McCartney II nastojeći eksperimentirati sa stilovima 1980-ih. Godine 1984. je angažiran za sountrack filma Risky Business. Napisao je izveo pjesmu No More Lonely Nights.
Linda McCartney je umrla od raka 1997.

## Članovi skupine
1971.-1972.
- Paul McCartney - bas i vokal
- Linda McCartney - klavijature
- Denny Laine - solo i bas-gitare
- Denny Seiwell - bubnjevi

1972.-1973.
- Paul McCartney - vokal
- Linda McCartney - klavijature
- Denny Laine - bas
- Denny Seiwell - bubnjevi
- Henry McCollough - solo gitara

1973.
- Paul McCartney - vokal
- Linda McCartney - klavijature
- Denny Laine - gitara i bas

Gosti:
- Ginger Baker - bubnjevi
- Howie Cassey - saksofon

1974.-1975.
- Paul McCartney - vokal
- Linda McCartney - klavijature
- Denny Laine - bas
- Jimmy McCollough - gitara
- Geoffry Briton - bubnjevi

1975.-1977.
- Paul McCartney - vokal
- Linda McCartney - klavijature/prateći vokal
- Denny Laine - bas
- Jimmy McCollough - solo gitara
- Joe English - bubnjevi

Gosti:
Howie Cassey - saksofon
1978.
- Paul McCartney - vokal
- Linda McCartney - klavijature
- Denny Laine - gitara/bas

Gosti:
- Jimmy McCollough - solo gitara

1979-1981.
- Paul McCartney - vokal
- Linda McCartney - klavijature
- Denny Laine - bas
- Steve Holly - bubnjevi
- Laurence Juber - solo gitara

## Diskografija

### Studijiski albumi
1. Wild Life (1971.)
2. Red Rose Speedaway(1972.)
3. Band on the Run (1973.)
4. Venus and Mars (1974.)
5. Wings at the Speed of Sound (1975.)
6. London Town (1978.)
7. Back to the Egg (1979.)